# Saison 2 d'Alias
Chronologie
Saison 1 Saison 3
Cet article présente la deuxième saison de la série d'espionnage américaine Alias.

## Synopsis de la saison
Cette saison est en quelque sorte une saison-pivot : si la première partie de la saison poursuit la construction narrative de la saison 1, avec des missions et contre-missions que Sydney doit remplir tour-à-tour, voire simultanément, le milieu de saison marque la fin du SD-6 et la destruction de l'Alliance des Douze... Après ces événements, la vie de Sydney se voit quelque peu simplifiée : elle travaille désormais uniquement pour la CIA, et sa relation amoureuse avec Michael Vaughn devient alors possible. Sa mère, Irina Derevko, qui dans un premier temps s'est rendue à la CIA, la trahit et s'enfuit avec Sloane, l'ancien chef du SD-6, afin d'achever ensemble leur quête du secret de Rambaldi. Dans le même temps, elle apprend l'existence d'un ancien projet de la CIA qui consistait à entraîner des enfants à être espions dès leur plus jeune âge. C'est l'occasion pour elle de découvrir que son père l'a fait participer à ce projet et leur relation se dégrade alors. D'autres événements vont alors compliquer la vie de Sydney : Fran, sa meilleure amie, est assassinée et un double prend sa place, procédé rendu possible grâce au Projet Helix. À la fin de la saison, Sydney, qui finit par découvrir la substitution, se bat contre Allison, double de Fran, la tue et s'évanouit. Elle se réveille à Hong Kong et découvre stupéfaite, en reprenant contact avec la CIA, que deux ans ont passé depuis sa "disparition"...

## Distribution

### Acteurs principaux
- Jennifer Garner (VF : Laura Blanc) : Sydney Bristow
- Victor Garber (VF : Marcel Guido) : Jack Bristow
- Ron Rifkin (VF : Max André) : Arvin Sloane
- Michael Vartan (VF : Éric Legrand) : Michael Vaughn
- Merrin Dungey (VF : Isabelle Ganz) : Francie Calfo / Allison Doren (21 épisodes)
- Kevin Weisman (VF : José Luccioni) : Marshall J. Flinkman (21 épisodes)
- Bradley Cooper (VF : Damien Boisseau) : Will Tippin (19 épisode)
- Lena Olin (VF : Tania Torrens) : Irina Derevko (17 épisodes)
- Carl Lumbly (VF : Jean-Louis Faure) : Marcus Dixon (16 épisodes)
- David Anders (VF : Denis Laustriat) : Julian Sark (15 épisodes)

### Acteurs récurrents
- Terry O'Quinn (VF : Michel Le Royer) : Kendall, directeur adjoint du FBI (16 épisodes)
- Greg Grunberg (VF : Cyrille Artaux) : Eric Weiss (8 épisodes)
- Patricia Wettig (VF : Véronique Augereau) : Dr Judy Barnett (4 épisodes)
- Amy Irving (VF : Martine Irzenski) : Emily Sloane (3 épisodes)
- Yvonne Farrow : Diane Dixon (3 épisodes)
- Amanda Foreman (VF : Vanina Pradier) : Carrie Bowman (2 épisodes)
- Ric Young (VF : Philippe Peythieu) : Dr Zhang Lee (2 épisodes)
- James Handy (VF : Jean-Pierre Rigaux) : Arthur Devlin (1 épisode)
- Angus Scrimm (VF : Jacques Berthier) : Calvin McCullough (1 épisode)
- Derrick O'Connor (VF : Igor de Savitch) : Alexander Khasinau (1 épisode)

### Invités
- Faye Dunaway (VF : Évelyn Séléna) : Ariana Kane (3 épisodes)
- James Lesure (VF : Bruno Dubernat) : Craig Blair (3 épisodes)
- Christian Slater (VF : Jean-Philippe Puymartin) : Dr Neil Caplan (2 épisodes)
- Jonathan Banks (VF : Jean-Claude Balard) : Frederick Brandon (2 épisodes)
- Ethan Hawke (VF : Jean-Pierre Michaël) : James Lennox (1 épisode)
- Rutger Hauer (VF : Hervé Bellon) : Anthony Geiger (1 épisode)
- David Carradine (VF : Joël Martineau) : Conrad (1 épisode)
- Danny Trejo (VF : Michel Vigné) : Emilio Vargas (1 épisode)
- Derrick O'Connor (VF : Igor De Savitch) : Alexander Khasinau (1 épisode)
- Ravil Isyanov : Luri Karpachev (1 épisode)
- Tony Amendola : Tambor Barcelo (1 épisode)
- Derek de Lint : Gerard Cuvee (1 épisode)
- Robert Joy : Dr Hans Jürgens (1 épisode)
- Olivia d'Abo : Emma Wallace (1 épisode)
- Chris Ellis : Agent Chapman (1 épisode)

## Liste des épisodes
Sources : Annu Séries

### Épisode 1:Ennemie intime
- États-Unis : 29 septembre 2002 sur ABC
- France : 28 février 2003 sur M6

- Greg Grunberg (agent Eric Weiss)
- Derrick O'Connor (Alexander Khasinau)
- Don Took (agent Grey)
- Patricia Wettig (Dr Judy Barnett)
- Dayna Adams (réceptionniste)
- Chris Harrison (un reporter)
- Todd Karli (Journaliste)
- Clayton Landey (agent Wilcox)
- Roger Lim (Soldat)
- Jamie McShane (agent de la CIA)
- Tricia Nickell (un reporter)
- Danny Romero (un reporter)
- Stuart Yee (Le testeur)
- Ron Yuan (Homme)

- Lena Olin et David Anders rejoignent la distribution principale.
- David Anders n'apparaît pas dans cet épisode.
- À partir de cet épisode, la présentation de la série change. Pour la saison 1, Sydney Bristow résumait brièvement le sujet de la série et présentait les personnages. Dorénavant, le monologue de début présentant le concept de la série est remplacé par celui d'une voix masculine qui présente les personnages.

### Épisode 2:Confiance aveugle
- États-Unis : 6 octobre 2002 sur ABC
- France : 7 mars 2003 sur M6

- Wolf Muser (en) (Ramon Veloso)
- Terry O'Quinn (Kendall, directeur adjoint du FBI)
- Tony Amendola (Tambor Barcelo)
- Benson Choy (Soldat)
- Joel Guggenheim (agent)
- J. D. Hall (le juge Freid)
- Soren Hellerup (Peter Fordson)
- Wendle Josepher (Vicki Crane)
- James Kholi (Concierge)
- P. J. Marino (le traître)
- Alex Morris (le "SDF" de la CIA)
- Joseph Ruskin (Alain Christophe)
- Sam Sako (agent de sécurité)
- Krikor Satamian (Mohammad Naj)
- Scott A. Smith (Schmidt)
- Kevin Sutherland (agent)
- Michael Yavnielli (Chauffeur)

### Épisode 3:Code secret
- États-Unis : 13 octobre 2002 sur ABC
- France : 14 mars 2003 sur M6

- Terry O'Quinn (Kendall, directeur adjoint du FBI)
- Patricia Wettig (Dr Judy Barnett)
- Weston Blakesley (Pilier de comptoir)
- Mark Colson (Directeur de l'OPS)
- Strahil Goodman (un technicien)
- Joel Guggenheim (Agent)
- Endre Hules (M. Vashko)
- Tom Kiesche (agent Cooper)
- Keith Lewis (agent Novak)
- Janet MacLachlan (Jane Banks)
- Paul Mendoza (Barman)
- Ilya Morelle (un technicien)
- Alex Morris (le vétéran SDF)
- Kavita Patil (une employée)

### Épisode 4:Eaux troubles
- États-Unis : 20 octobre 2002 sur ABC
- France : 21 mars 2003 sur M6

- Ira Heiden (agent de la CIA Rick McCarthy)
- Terry O'Quinn (Kendall, directeur adjoint du FBI)
- Patricia Wettig (Dr Judy Barnett)
- Troy Agoayo (Garde du corps russe)
- Carole Androsky (Modérateur)
- Dato Bakhtadze (le garde russe)
- Scott Donovan (Touriste américain)
- Daniel Faraldo (it) (Manolo Souza)
- Jim Hanna (Claus Richter)
- Commodore James (Touriste américain (non crédité))
- Marisol Nichols (Rebecca Martinez)
- Kevin Sutherland (agent de la CIA)

### Épisode 5:Nouvelle Génération
- États-Unis : 3 novembre 2002 sur ABC
- France : 28 mars 2003 sur M6

- Newell Alexander (Député)
- Amy Aquino (agent Virginia Kerr)
- Daniel Faraldo (it) (Manolo Souza)
- Loren Haynes (le chef de l'équipe d'intervention)
- Dan Istrate (Employé)
- Damien Leake (Membre du Comité)
- James Lesure (agent Craig Blair)
- Stephen Markle (Sénateur Douglas)
- Sarah K. Peterson (Sydney à 6 ans)
- Vladimir Skomarovsky (Kholakov)
- Kevin Sutherland (agent de la CIA)
- kevin West (agent Kelsey)

### Épisode 6:Haute Trahison
- États-Unis : 10 novembre 2002 sur ABC
- France : 4 avril 2003 sur M6

- James Handy (Directeur Devlin)
- Ira Heiden (agent de la CIA Rick McCarthy)
- Amy Irving (Emily Sloane)
- Hope Allen (Serveuse)
- Glenda Morgan Brown (Hôtesse)
- Patrick Clerkin (Prêtre)
- Timothy De Haas (un médecin)
- Daniel Faltus (Jan Spinnaker)
- Mette Holt (Infirmière)
- John Koyama (le Patient Zéro)
- Stephen Markle (Sénateur Douglas)
- Cassandra McCormick (Infirmière)
- Alex Morris (le "SDF" de la CIA)
- Cliff Olin (Cliff)
- Robert Martin Robinson (un médecin)
- Kevin Sutherland (agent de la CIA)
- Austin Tichenor (Dr Nicholas)

### Épisode 7:Dangereuse Alliance
- États-Unis : 17 novembre 2002 sur ABC
- France : 11 avril 2003 sur M6

- Terry O'Quinn (Kendall, directeur adjoint du FBI)
- Don Took (agent Grey)
- Michelle Arthur (en) (abigail)
- Ivan Borodin (le laborantin)
- Stephen Davies (l'associé de M. Sark)
- Chris Ellis (agent Chapman)
- Peggy Goss (une infirmière)
- Joel Guggenheim (agent)
- Reamy Hall (une infirmière)
- Jim Hanna (Claus Richter)
- Victor McCay (agent Rudman)
- Stephen Mendillo (Henry Fields)
- mark Takano (Un garde de Ryokan)
- Austin Tichenor (Dr Nicholas)
- Petra Wright (Alice)

### Épisode 8:Double Jeu:1repartie
- États-Unis : 1er décembre 2002 sur ABC
- France : 18 avril 2003 sur M6

- Terry O'Quinn (Kendall, directeur adjoint du FBI)
- Chayton Arvin (Soldat)
- Rahul Gupta (agent pour les passeports)
- Senthil Kumar (Soldat)
- Shishir Kurup (Saeed Akhtar)
- Keith Lal (Portier)
- Pasha D. Lychnikoff (Zoran Sokolov)
- Kiran Rao (Soldat)
- K.T. Thangavelu (la femme)
- Tico Wells (Karris)
- Richard F. Whiten (agent du SD-6)

- Pas de générique pour cet épisode.
- À partir de cet épisode, il n'y a plus la présentation des personnages par la voix off.

### Épisode 9:Double Jeu:2epartie
- États-Unis : 8 décembre 2002 sur ABC
- France : 25 avril 2003 sur M6

- Ira Heiden (agent de la CIA Rick McCarthy)
- Wolf Muser (en) (Ramon Veloso)
- Terry O'Quinn (Kendall, directeur adjoint du FBI)
- Kishe Caelan-Wallace (agent de la CIA)
- Derek de Lint (Gerard Cuvee)
- Andy Gatjen (assistant)
- Senthil Kumar (Soldat)
- James Lesure (agent Craig Blair)
- Marshall Manesh (Hari Singh)
- P.D. Mani (un garde)
- Joseph Ruskin (Alain Christophe)
- Iqbal Theba (Général Ashad)

- Carl Lumbly n'apparaît pas dans cet épisode.
- Derek De Lint interprétait Derek Raynes dans la série Poltergeist : Les Aventuriers du surnaturel.

### Épisode 10:Désigné coupable
- États-Unis : 15 décembre 2002 sur ABC
- France : 2 mai 2003 sur M6

- Don Took (agent Grey)
- John Balma (Thatcher Powell)
- Charles Constant (Employé)
- Faye Dunaway (Ariana Kane)
- Kenny Gould (Garde #1)
- Paul Anthony Scott (Garde #2)
- Petra Wright (Alice)
- Ric Young (le "Dentiste")

- Carl Lumbly n'apparaît pas dans cet épisode.
- Cet épisode marque la première mission de Marshall Flinkman sur le terrain, ce qui donne lieu à des scènes de pure comédie.

### Épisode 11:Sables mouvants
- États-Unis : 5 janvier 2003 sur ABC
- France : 9 mai 2003 sur M6

- Ira Heiden (agent de la CIA Rick McCarthy)
- Terry O'Quinn (Kendall, directeur adjoint du FBI)
- Faye Dunaway (Ariana Kane)
- Mark Humphrey (Technicien du SD-6)
- James Lesure (agent Craig Blair)
- Nelson Mashita (agent Opérateur du SD-6)
- Shawn Michael Patrick (le médecin légiste du SD-6)
- Elizabeth Penn Payne (Technicienne de la CIA)
- John Storey (Technicien Vidéo CIA)
- George Tovar (Serveur)
- Ric Young (le "Dentiste")

### Épisode 12:Maître-chanteur
- États-Unis : 12 janvier 2003 sur ABC
- France : 16 mai 2003 sur M6

- Greg Grunberg (agent Eric Weiss)
- Ira Heiden (agent de la CIA Rick McCarthy)
- Amy Irving (Emily Sloane)
- Terry O'Quinn (Kendall, directeur adjoint du FBI)
- Kevin Sutherland (agent Blake)
- Don Took (agent Grey)
- Laurent Alexandre (agent de sécurité à l'aéroport)
- Faye Dunaway (Ariana Kane)
- Courtney Gains (Holden)
- doug Kruse (Patton Birch)
- Roger Ranny (Homme en pull noir)
- Philippe Simon (Claude Rousseau)
- Sonny Surowiec (homme avec une veste en cuir)

### Épisode 13:Phase 1
- États-Unis : 26 janvier 2003 sur ABC
- France : 23 mai 2003 sur M6

- Greg Grunberg (agent Eric Weiss)
- Ira Heiden (agent de la CIA Rick McCarthy)
- Terry O'Quinn (Kendall, directeur adjoint du FBI)
- Kevin Sutherland (agent Blake)
- Jean-Pierre Bergeron (Gils Macor)
- Mark Golasso (Secouriste)
- Rutger Hauer (Anthony Geiger)
- Lyle Kilpatrick (officier de police)
- Alex Morris (le "SDF" de la CIA)
- Elizabeth Penn Payne (Technicienne de la CIA)
- Angus Scrimm (Chef de la sécurité du SD-6 McCullough)

Arvin Sloane ayant disparu, l'Alliance envoie Anthony Geiger pour le remplacer à la tête du SD-6. Celui-ci comprend assez rapidement que Sloane était au courant du statut d'agent double de Jack Bristow et de sa fille Sydney. Jack est arrêté, mais il parvient à prévenir à temps sa fille pour éviter qu'elle ne soit à son tour capturée.
- Cet épisode a été diffusé immédiatement après le Super Bowl XXXVII.
- Lena Olin n'apparaît pas dans cet épisode.
- Pas de générique pour cet épisode.
- À partir de la fin de cet épisode, Merrin Dungey joue non plus le rôle de Francie, mais celui d'Allison Doren. Néanmoins, le nom de ce personnage ne sera connu qu'à partir de l'épisode Faux Amis (2x21).

### Épisode 14:Trompe-l'œil
- États-Unis : 2 février 2003 sur ABC
- France : 30 mai 2003 sur M6

- Greg Grunberg (agent Eric Weiss)
- Ira Heiden (agent de la CIA Rick McCarthy)
- Terry O'Quinn (Kendall, directeur adjoint du FBI)
- Erik Betts (Garde #2)
- Constance Brenneman (Christine Phillips)
- Olivia d'Abo (agent Emma Wallace)
- Jenette Goldstein (Technicienne médicale)
- Ethan Hawke (agent Jim Lennox)
- Steve Heinze (agent)
- Michael Mastro (Arden Jezek)
- Bru Muller (négociateur)
- Michael Yavnielli (Technicien #1)
- Terry Urdang (Technicienne #2)

- Bradley Cooper, Carl Lumbly, Kevin Weisman, David Anders et Lena Olin n'apparaissent pas dans cet épisode. Ron Rifkin n'apparaît que brievement dans une scène.
- Pas de générique pour cet épisode.

### Épisode 15:Électron libre
- États-Unis : 9 février 2003 sur ABC
- France : 6 juin 2003 sur M6

- Yvonne Farrow (Diane Dixon)
- Terry O'Quinn (Kendall, directeur adjoint du FBI)
- Evan Arnold (David)
- Ahmed Best (Seth)
- Michael Enright (Antonyn Vasilly)
- Lindsey Ginter (M. Jones)
- Simon Gray (Peter Kuntz)
- William Dennis Hunt (Claude Shearer)
- Paul Michael (Tobias Dennet)
- Tracy Middendorf (Elsa Caplan)
- Christian Slater (Neil Caplan)
- Arthur Young (Aaron Caplan)

### Épisode 16:Jugement dernier
- États-Unis : 23 février 2003 sur ABC
- France : 13 juin 2003 sur M6

- Yvonne Farrow (Diane Dixon)
- Greg Grunberg (agent Eric Weiss)
- Terry O'Quinn (Kendall, directeur adjoint du FBI)
- Eli Danker (Ahmad Kabir)
- Bonita Friedericy (Joyce)
- David A. Kimball (Fleming)
- Ken Lally (agent leader)
- Lina Patel (Aliyah Kazabi)
- Roy Werner (Le chef des démineurs)

- Lena Olin n'apparaît pas dans cet épisode.
- Pas de générique pour cet épisode.

### Épisode 17:Talon d'Achille
- États-Unis : 2 mars 2003 sur ABC
- France : 20 juin 2003 sur M6

- Yvonne Farrow (Diane Dixon)
- Greg Grunberg (agent Eric Weiss)
- Terry O'Quinn (Kendall, directeur adjoint du FBI)
- Yoshio Be (Capitaine Chinois)
- Eli Danker (Ahmad Kabir)
- Jonathan Dixon (officier de la CIA)
- Ravil Isyanov (Luri Karpachev)
- Michael Khmurov (Garde du corps russe)
- Richard Lewis (agent de la CIA Yeagher)
- Ryan O'Quinn (Chauffeur qui sert de leurre)
- Lina Patel (Aliyah Kazabi)
- Thomas Urb (Ilya Stuka)
- Roy Werner (Le chef des démineurs)
- Michael Yavnielli (Technicien de la CIA)

- Pas de générique pour cet épisode.
- Carl Lumbly n'apparaît pas dans cet épisode.

### Épisode 18:Liens sacrés
- États-Unis : 16 mars 2003 sur ABC
- France : 27 juin 2003 sur M6

- Amy Irving (Emily Sloane)
- Terry O'Quinn (Kendall, directeur adjoint du FBI)
- Kevin Sutherland (agent Blake)
- Christopher Curry (en) (Heinz Bruckner)

### Épisode 19:Roulette russe
- États-Unis : 30 mars 2003 sur ABC
- France : 4 juillet 2003 sur M6

- Yvonne Farrow (Diane Dixon)
- Greg Grunberg (agent Eric Weiss)
- Sean Casey (agent #1)
- Eve Kagan (Fille #1)
- Jess King (Garde)
- Tracy Middendorf (Elsa Caplan)
- Yasen Peyankov (morgan Nickovich)
- Stacey Scowley (Fille #2)
- Christian Slater (Neil Caplan)
- Justin Wade (Employé du drugstore)
- Arthur Young (Aaron Caplan)

### Épisode 20:48 heures
- États-Unis : 27 avril 2003 sur ABC
- France : 11 juillet 2003 sur M6

- Amanda Foreman (Carrie Bowman)
- Patricia Wettig (Dr Judy Barnett)
- Jonathan Banks (Frederick Brandon)
- David Carradine (Conrad)
- James Carraway (Proteo Di Regno)
- Gary Carlos Cervantes (Inspecteur Panaméen)
- Allen Evangelista (Jandu)
- Ryan Honey (le leader des Forces Delta)
- Cynthia Pinot (fille esclave)
- Jimmie F. Skaggs (le capitaine)
- Danny Trejo (Emilio Vargas)

- Lena Olin, Bradley Cooper et Merrin Dungey n'apparaissent pas dans cet épisode.
- Dans le rôle du mystérieux moine Conrad, on retrouve David Carradine, célèbre pour son rôle dans la série Kung Fu, et pour celui de Bill dans le diptyque Kill Bill de Quentin Tarantino.

### Épisode 21:Faux Amis
- États-Unis : 4 mai 2003 sur ABC
- France : 18 juillet 2003 sur M6

- histoire de Breen Frazier
- scénario de Crystal Nix Hines

- Terry O'Quinn (Kendall, directeur adjoint du FBI)
- Kevin Bowens (Leader de l'équipe Alpha)
- Michael Canavan (agent special McCain)
- Jonathan Dixon (agent de la CIA)
- Robert Joy (Dr Hans Jurgen)
- Paul Keeley (officier de police)
- Kristopher Logan (Garth)
- J. P. Romano (Garde Français)
- Joel Swetow (Jens)
- Michael Yama (Chinois)

- C'est dans cet épisode que le nom d'Allison Doren apparaît pour la première fois. Jusque là, son personnage était surnommé "Evil Francie" (ou d'autres surnoms du même genre) par les fans américains.
- Cet épisode et le suivant ont été diffusés à la suite lors de leur première diffusion aux États-Unis.

### Épisode 22:Risque maximum
- États-Unis : 4 mai 2003 sur ABC
- France : 25 juillet 2003 sur M6

- Amanda Foreman (Carrie Bowman)
- Greg Grunberg (agent Eric Weiss)
- Terry O'Quinn (Kendall, directeur adjoint du FBI)
- Jonathan Banks (Frederick Brandon)
- Kevin Bowens (Leader de l'équipe Alpha)
- Jonathan Dixon (agent de la CIA)
- Kent George (Garde de Sloane)
- Paul Keeley (officier de police)
- Michael Yama (agent chinois)

- Cet épisode et le précédent ont été diffusés à la suite lors de leur première diffusion aux États-Unis.
- Pas de générique dans cet épisode.